# 廷塔哲城堡

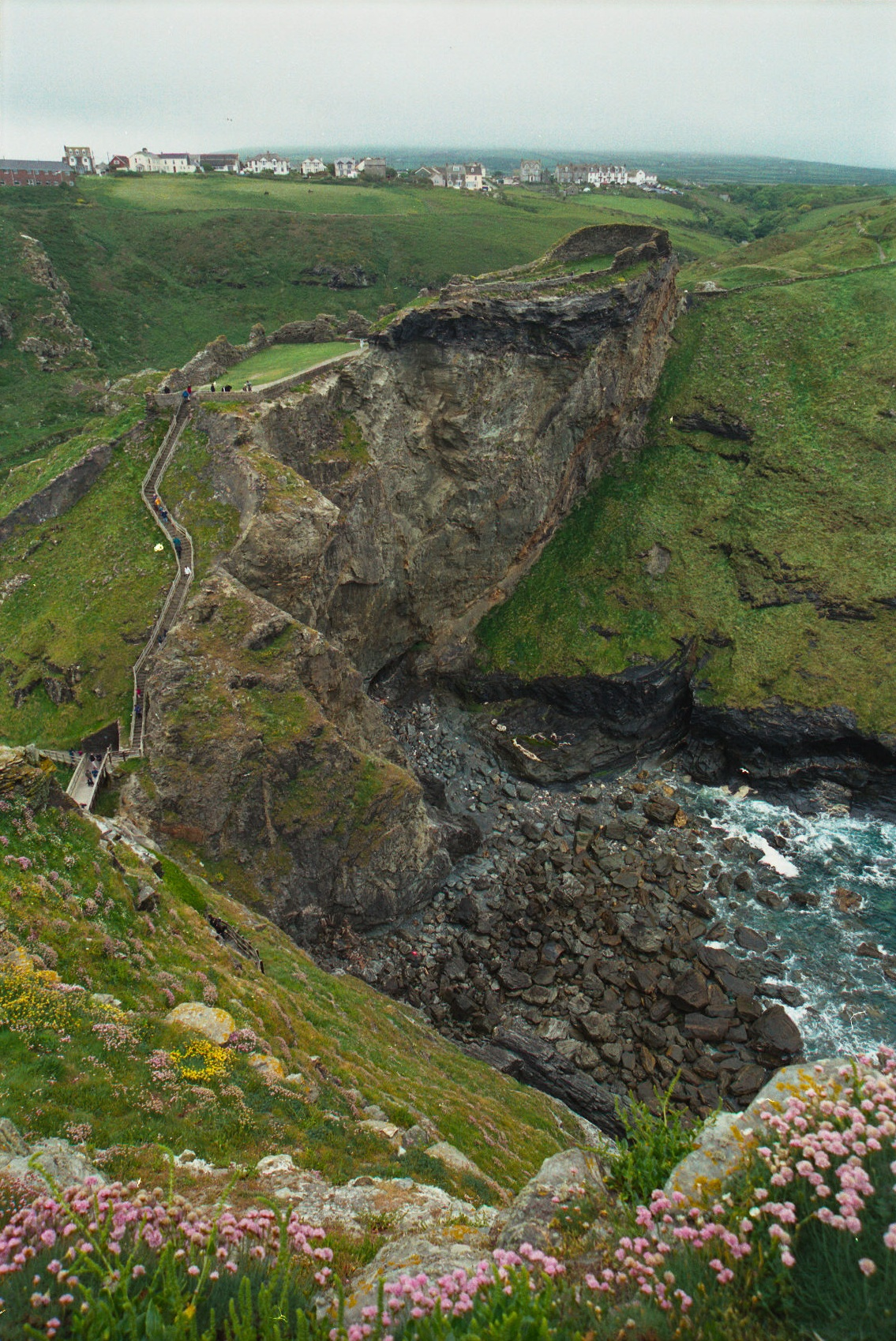
廷塔哲城堡

廷塔哲城堡（英語：Tintagel Castle）是位於英國康沃爾郡廷塔哲沿岸的一座城堡。這一地區曾是羅馬人的居住地。城堡修建於1233年。廷塔哲城堡和亞瑟王傳說有著密切的關係。城堡只是當時康沃爾的統治者為了顯示權威而修建的建築，本身並無戰略價值。14世紀後城堡陷入荒廢。維多利亞時期，由於亞瑟王傳說開始流行，廷塔哲城堡也成為一座著名觀光地。